# Haus Humboldtstein

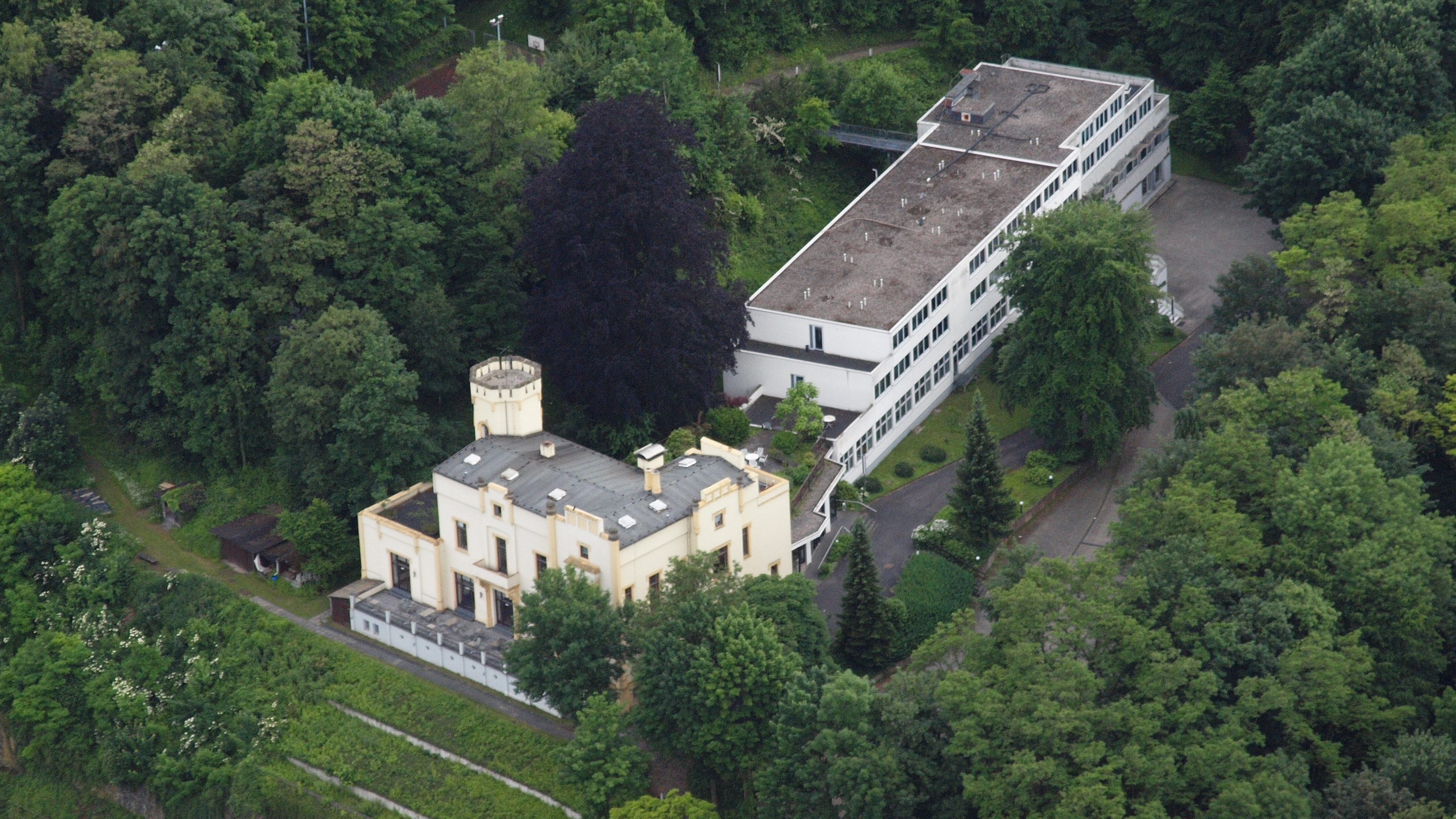
Haus Humboldtstein, Luftaufnahme (2013)

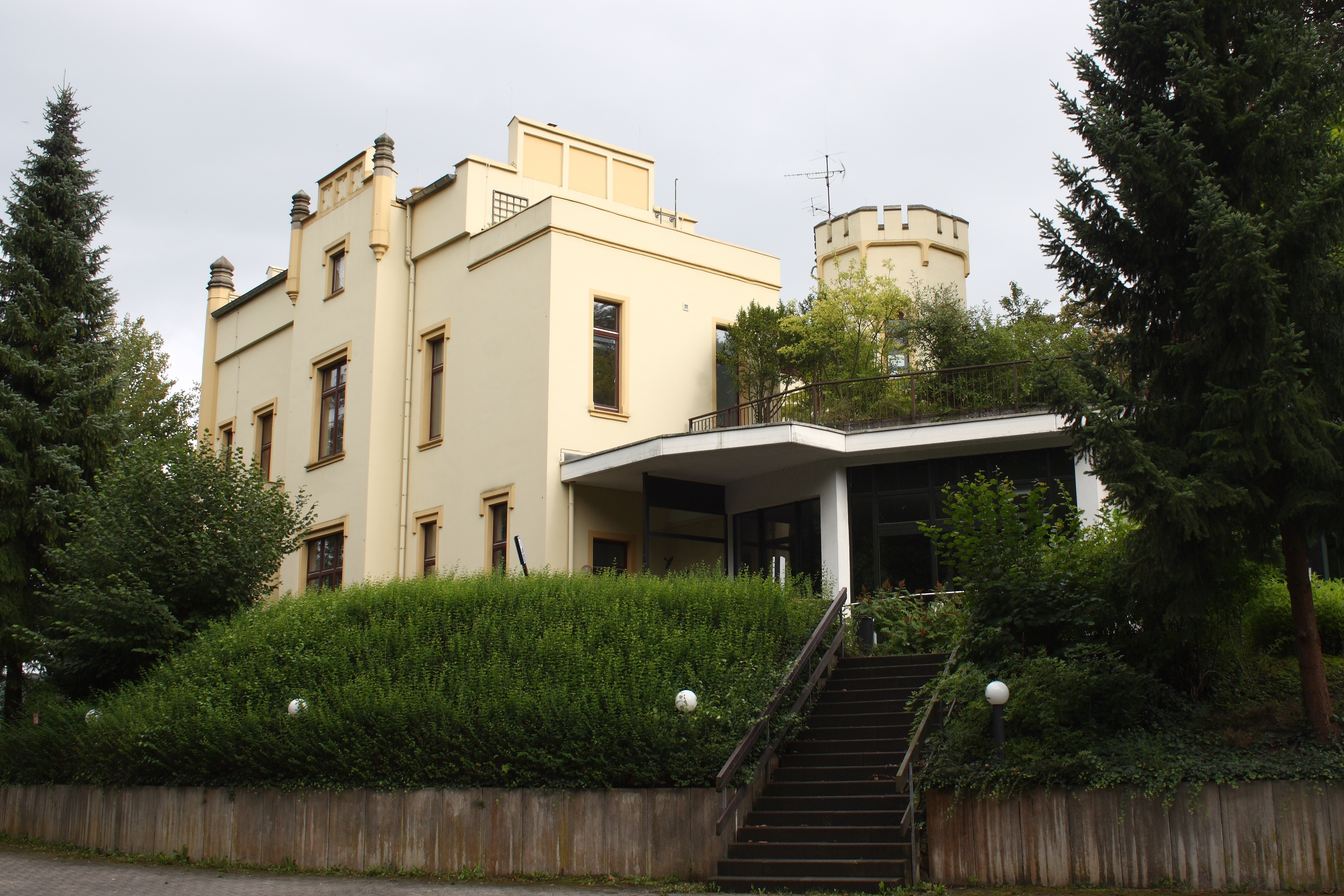
Haus Humboldtstein

Das Haus Humboldtstein ist ein Tagungszentrum der Arbeiterwohlfahrt im Norden des Remagener Ortsteils Rolandseck im Stadtteil Oberwinter. Es besteht aus einer Villa aus der Mitte des 19. Jahrhunderts, die als Kulturdenkmal unter Denkmalschutz steht, und einem modernen Anbau.

## Lage
Haus Humboldtstein liegt im Norden von Rolandseck an der Grenze der Gemarkungen Oberwinter und Rolandswerth auf 82 m ü. NHN oberhalb von linksrheinischer Eisenbahnstrecke und Bundesstraße 42, rund 30 m höher als der Rhein. Erreichbar ist es über die von der B 9 ausgehende Straße Am Humboldtstein, die auch die postalische Adresse des Gebäudes ist.

## Geschichte
Die Villa entstand um 1850 als „Villa Rolandshöhe“ für Adolph Deichmann (1811–1882), Bruder des Kölner Bankiers Wilhelm Ludwig Deichmann, nach einem Entwurf des Kölner Dombaumeisters Ernst Friedrich Zwirner. Auch die Pianistin und Komponistin Clara Schumann, Freundin von Adolphs Ehefrau Julie, wohnte während ihrer sommerlichen Rheinaufenthalte häufig in dem Anwesen. Es blieb vermutlich noch bis kurz nach Ende des Ersten Weltkriegs im Besitz der Familie Deichmann-Schnitzler. Später diente es nach verschiedentlichen An- und Umbauten als Kurhaus bzw. Kurhotel mit dem Namen „Haus Lebensquell“. Im Zweiten Weltkrieg wurde es als Lazarett und als Ausweichstandort der Bad Godesberger Entbindungsstation genutzt. Im April 1950 erfolgte die Wiedereröffnung des Kurhauses Lebensquell.
Um 1953 erwarb der Unternehmer und Ritterkreuzträger Major a. D. Hannibal von Lüttichau das Anwesen in Folge seines Umzugs nach Rolandswerth zwecks Arrondierung seiner Ländereien. Im März 1955 stellte das in dem Haus noch beheimatete Kurhaus seinen Betrieb ein. Anschließend bot von Lüttichau es dem Auswärtigen Amt als eine für am Regierungssitz Bonn tätige Diplomaten zu vermietende Immobilie an. Nachdem Anfang 1956 zunächst die Sowjetunion in Gestalt eines Botschaftsrats, der dort mit zwei weiteren Diplomaten einziehen sollte, Interesse an dem Anwesen anmeldete, überbot der türkische Botschafter Seyfullah Esin den von den sowjetischen Vertretern angebotenen Mietpreis. Bis Frühsommer 1956 konnte er das nun „Haus Rolandshöhe“ genannte Anwesen beziehen. Es war noch bis Oktober 1969 Residenz des türkischen Botschafters, als im Bad Godesberger Stadtteil Mehlem ein neues Botschaftsgebäude fertiggestellt wurde.
Nach dem Auszug des türkischen Botschafters wurde die Villa von der Alfred-Haupt-Stiftung (seit 1994 HLBS-Stiftung), einer Fördereinrichtung des Hauptverbands der Landwirtschaftlichen Buchstellen und Sachverständigen, übernommen. 1974 erwarb die Arbeiterwohlfahrt (Awo) die Liegenschaft, um dort eine vom Awo-Bundesverband zu betreibende Fortbildungseinrichtung zu eröffnen. Für diesen Zweck wurde das Gebäude umfassend saniert und um einen rückwärtigen Neubau erweitert. Die Tagungseinrichtung erhielt den Namen „Haus Humboldtstein“ nach Alexander von Humboldt, der bei seinen Reisen entlang des Rheins den Ausblick von Rolandseck und den Rolandsbogen als „einen der sieben schönsten Ausblicke der Welt“ pries. Das Tagungszentrum steht auch externen Kunden zur Verfügung.

## Beschreibung
Die längs zum Rhein mit Aussichtsterrasse gestellte Villa ist im Stil der Neugotik ausgeführt. Sie wird im Erdgeschoss mit mehreren Räumen für Gruppentreffen genutzt. Die ursprünglich dem Dach aufgesetzten Zinnen sind bis auf die des Turms nachträglich zugemauert worden. An die Villa schließt sich nach hinten ein langgestrecktes neuzeitliches modernes Tagungszentrum an, mit weiteren Gruppenräumen und einer Küche mit Speiseraum. Die oberen zwei Geschossen nehmen Gästezimmer auf.